# Jean-Léo Gros
Pour les articles homonymes, voir Gros.
Jean-Léo Gros, né en 1957, est un auteur français de romans de politique-fiction.

## Biographie
Il a grandi dans les Cévennes. Durant ses études de droit, il est élu président du syndicat étudiant Collectif des étudiants libéraux de France en 1981. En avril et mai 1983, il participe aux grèves et manifestations contre la Réforme Savary des universités de 1983 du ministre socialiste de l'Education Alain Savary ; la presse parle alors d'un « Mai 68 à l'envers ».
Il devint ensuite juriste puis avocat au barreau de Paris, où il travaille sur plusieurs dossiers importants, comme celui du crédit Lyonnais. La campagne Giscard-Mitterrand lui inspire « L'Orchestre Solitaire », son premier roman qui fut sélectionné en finale du Goncourt. 
Jean-Léo Gros a été avocat après l'écriture de son premier roman.
Il rencontre Tenzin Kunchap alors qu'il écrit Le Tibétain, avec lui il part au Népal puis il continue jusqu'au Tibet. 
pour ensuite s'installer en Floride. Aujourd'hui il se consacre à l'écriture et réside à Montpellier. 
Jean-Léo Gros est le frère de la parolière Marie-Florence Gros et le fils de l'entrepreneur Léo Gros.
Son livre Le Tibétain qui remporta un prix de la presse sportive a été glissé dans les bagages des nageurs Français aux JO de Pékin.

## Romans
- La Conspiration[4],[5], roman de politique fiction, est sorti en janvier 2014, aux Presse de la Cité. Le roman met en scène un complot dans l'univers politique français, mettant en cause le président de la république.
- Le Tibétain, a reçu en 2004 le Prix Sport Scriptum. (Editions Jean-Claude Lattès)[6],[7]
- L'orchestre solitaire (La Table Ronde, 1986)